# Cynorkis cadetii
Cynorkis cadetii är en orkidéart som beskrevs av Jean Marie Bosser. Cynorkis cadetii ingår i släktet Cynorkis, och familjen orkidéer.
Artens utbredningsområde är Réunion. Inga underarter finns listade i Catalogue of Life.